# Jonathan Ayité
Jonathan Serge Folly Ayité (Bordeaux, 21 de julho de 1985) é um futebolista togolês que atua como atacante.

## Seleção Nacional
Jonathan Ayité representou a Seleção Togolesa no Campeonato Africano das Nações de 2013.